# Kuilenrode
Kuilenrode is een buurtschap die zich bevindt halverwege de dorpen Hooge Mierde en Lage Mierde in de Nederlandse provincie Noord-Brabant.
De buurtschap is al oud, en reeds in 1212 wordt de hofstede Culitrode vermeld, als zijnde het domein waaruit uiteindelijk beide nabijgelegen dorpen zijn ontstaan. Nog in de 19e eeuw sprak men wel van Kuldenroden of Kelderrode.
Ook de pastoor van de tot 1520 verenigde parochie waarvan zowel Hooge als Lage Mierde deel uitmaakten, woonde in Kuilenrode.
Dorpen: Hooge Mierde · Hulsel · Lage Mierde · Reusel

Buurtschappen: Achterste Heikant · Braakhoek · Heikant · De Hoef · De Hoek · Kippereind · Kuilenrode · Mispeleind · Vloeieind · Vooreind · Voorste Heikant

Noord-Brabant: Steden en dorpen      Nederland: Provincies · Gemeenten